# Extreme Makeover Vlaanderen
Extreme Makeover Vlaanderen was een Vlaams programma dat werd gepresenteerd door James Cooke en is gebaseerd op het Amerikaanse Extreme Makeover: Home Edition. Het werd voor het eerst uitgezonden op 1 oktober 2022 op Play4.Seizoen 2 startte 7 september 2023.

## Opzet
Elke aflevering wordt een gezin geholpen door hun huis op te knappen. Samen met drie professionals gaat een groep vrienden en kennissen aan de slag. Het programma besteedt niet alleen aandacht aan de verbouwingen zelf, maar ook aan de achtergrond van het gezin en de problemen die ze hebben meegemaakt.

## Overzicht

### Seizoen 1
| Afl. | Uitzenddatum     | Kijkcijfers | Gezin                                |
| ---- | ---------------- | ----------- | ------------------------------------ |
| 1    | 1 oktober 2022   | 315.831     | Inge & Noah                          |
| 2    | 8 oktober 2022   | 274.964     | Sarah, Dieter en hun 5 kinderen      |
| 3    | 15 oktober 2022  | 245.084     | Jeremy, Sofie en dochter Amber       |
| 4    | 22 oktober 2022  | 279.855     | Gwenny, Koen en hun kinderen (Ilano) |
| 5    | 29 oktober 2022  | 283.964     | Steffi en haar zorgdieren            |
| 6    | 5 november 2022  | 308.857     | Dominiek en Evi                      |
| 7    | 12 november 2022 | 311.780     | Anouchka                             |
| 8    | 19 november 2022 | 315.952     | Steven en Sofie                      |

### Seizoen 2
| Afl. | Uitzenddatum      | Kijkcijfers | Gezin                               |
| ---- | ----------------- | ----------- | ----------------------------------- |
| 1    | 7 september 2023  | 203.000     | Jean Pierre en zijn gezin           |
| 2    | 14 september 2023 | 218.216     | Dagmar en zoon Lowie                |
| 3    | 21 september 2023 | 219.167     | Kevin en familie                    |
| 4    | 28 september 2023 | 234.632     | Ines en zoon Xyanu                  |
| 5    | 5 oktober 2023    | 227.348     | Tine, Nele en hun 5 kinderen        |
| 6    | 12 oktober 2023   | 208.653     | Nele en haar kinderen Emma en Louis |